# Lokální zpravodaj
Lokální zpravodaj (někdy označován jako místní zpravodaj) je masovým médiem, periodikem vztahující se k určité obci. Tradičně vycházející v tištěné podobě či elektronické podobě. Může zaujímat i jinou podobu, například televizního či rádiového vysílání. Svým polem působnosti zpravidla nedosahuje stejné velikosti jakožto regionální zpravodaj.[zdroj?]

## Účel
Účelem zpravodaje je informovat obyvatele dané lokality o dění v ní. Z pravidla v základu o technických/úředních záležitostech ze života v obci. Nadále obyčejně obsahuje informace o kulturních událostí, rubriky různých sdružení/organizací či jednotlivců, reprezentujíc tak danou oblast. Též může nabízet i možnost inzerce.[zdroj?]

### Příklady
- Říčanský kurýr (Věstník města a městského úřadu Říčany) – je vícerubrikový lokální zpravodaj. Fyzicky je bezplatně doručován do poštovních schránek v katastru města Říčany.[1][2] Jedná se o masové médium mezi městem a jeho obyvateli. Obsahově se zabývá nejen technickými záležitostmi života ve městě, ale i kulturním životem. Též nabízí možnost inzerce.
- Olomoucké listy – Olomoucké listy s podtitulem Časopis občanů statutárního města Olomouc vycházejí jako městský zpravodaj jednou měsíčně od roku 1995 (původně Radniční listy).[3][4]
- TV S – (Televize Slovácko) je česká televizní stanice vysílající v oblasti Slovácka. Regionální televize TVS přináší nejobsáhlejší zpravodajství ze Zlínského kraje a jižní Moravy. Zpravodajské relace zabezpečují redaktorské týmy sídlící ve studiích v Kunovicích a Kyjově. V současné době[kdy?] vyrábí TVS 10 zpravodajských pořadů.[zdroj?]